# Máximo Bistrot
Máximo Bistrot, también conocido como Máximo, es un restaurante mexicano y francés en la Ciudad de México. Fue fundado en 2011 por el chef Eduardo García y la restauradora Gabriela López. El restaurante ofrece platillos elaborados con ingredientes mexicanos de temporada, inspirados en técnicas de la cocina francesa.
El restaurante originalmente estaba ubicado en la calle Tonalá, en la Colonia Roma. En 2020, Máximo Bistrot se reubicó en un espacio más grande en la Avenida Álvaro Obregón, ampliando sus instalaciones de cocina y cambiando su nombre a Máximo. A pesar del retraso causado por la pandemia de COVID-19, el restaurante creció hasta emplear a 120 personas. En 2021, The World's 50 Best Restaurants le otorgó al restaurante un premio por la reinvención de su modelo de negocio. En 2025, Máximo Bistrot fue galardonado con una estrella Michelin en la segunda Guía Michelin que abarca restaurantes en México.
En 2013, Máximo Bistrot se convirtió en el foco de controversia nacional cuando la hija del jefe de protección al consumidor de la Procuraduría Federal del Consumidor (PROFECO) de México, intentó evadir el sistema de reservas del restaurante, lo que provocó un cierre temporal del mismo por parte de los inspectores de la PROFECO tras no tener éxito. El incidente provocó una reacción pública criticando el acto como un abuso de poder, lo que llevó al despido del jefe y a la sanción de varios funcionarios.

## Descripción
Máximo Bistrot está ubicado sobre la Avenida Álvaro Obregón. Su edificio tiene un diseño industrial, con techo arqueado tipo bodega y paredes revestidas con una mezcla de nopal fermentado y cal.
Máximo Bistrot requiere reservación para cenar en el restaurante. Ofrece un menú del día y un menú degustación. Sus menús se inspiran en la cocina francesa, reinterpretada a través del uso de ingredientes mexicanos de temporada. En 2012, el restaurante contaba con platillos como atún, cherne y callo de almeja provenientes de Puerto Ángel, Oaxaca. En las chinampas de Xochimilco, en el sur de la Ciudad de México, se cultivaban hortalizas.
Al escribir para Condé Nast Traveler, la periodista y crítica Scarlett Lindeman señaló que el menú reflejaba un concepto de del campo a la olla. Su informe describió platos como trucha de piel crujiente con almejas, guisantes y espinacas silvestres, así como hígado de pollo servido con cerezas. Un reportero de El Financiero destacó opciones adicionales como birria de cordero, cebiche de pulpo, lomo de cordero con puré de berenjena ahumada y jugo de romero. El mismo periodista también describió un pan de plátano con caviar, una birria de cordero sincronizada, escamol es con queso Comté, pargo rojo del norte a la parrilla, carne de Wagyu, sorbete de ciruela criolla y una tartaleta de maracuyá y mango. Omar Moreno también destacó otros platillos, entre ellos el pan de macadamia y plátano, las tlayudas de cangrejo de caparazón blando con salsa de guacamole mezclada con shiso, un costillar de cerdo asado con romero y jugo de manzana y un chuletón de Wagyu a la parrilla de carbón.

## Historia

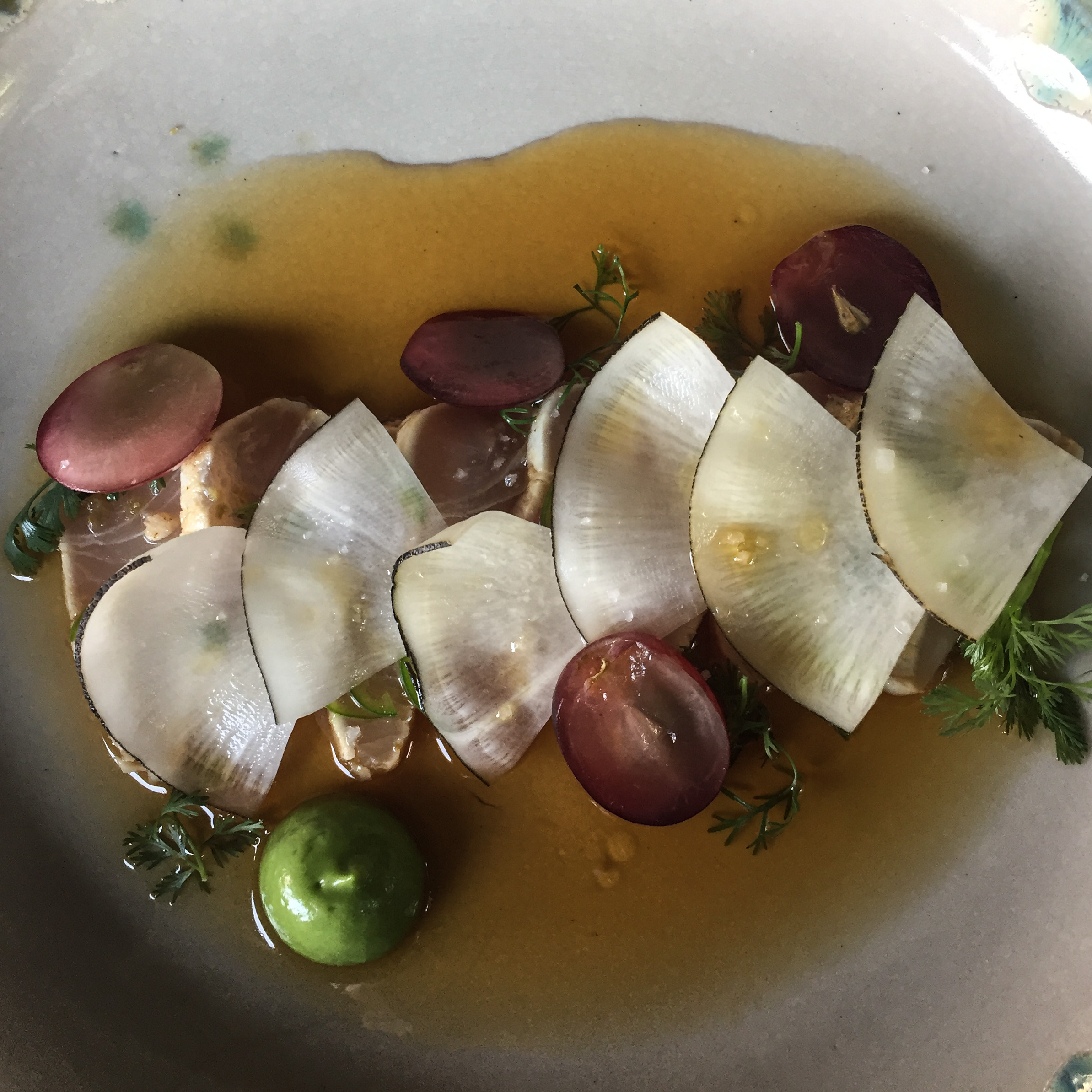
Kanpachi con cliantro, uvas, rábano y aguacate en dashi.

Eduardo García nació en México alrededor de 1977. Durante su infancia, su familia emigró ilegalmente a California, donde comenzó a trabajar en restaurantes como lavaplatos. En la década de 1990, enfrentó problemas legales por asistencia en la comisión de un robo y fue deportado en 2000. Durante un regreso posterior a los EE. UU., nació su hijo, Máximo. García encontró trabajo en un restaurante en Georgia, donde fue ascendido a chef. En 2007, fue deportado nuevamente y ahora tiene prohibido permanentemente volver a ingresar al país.

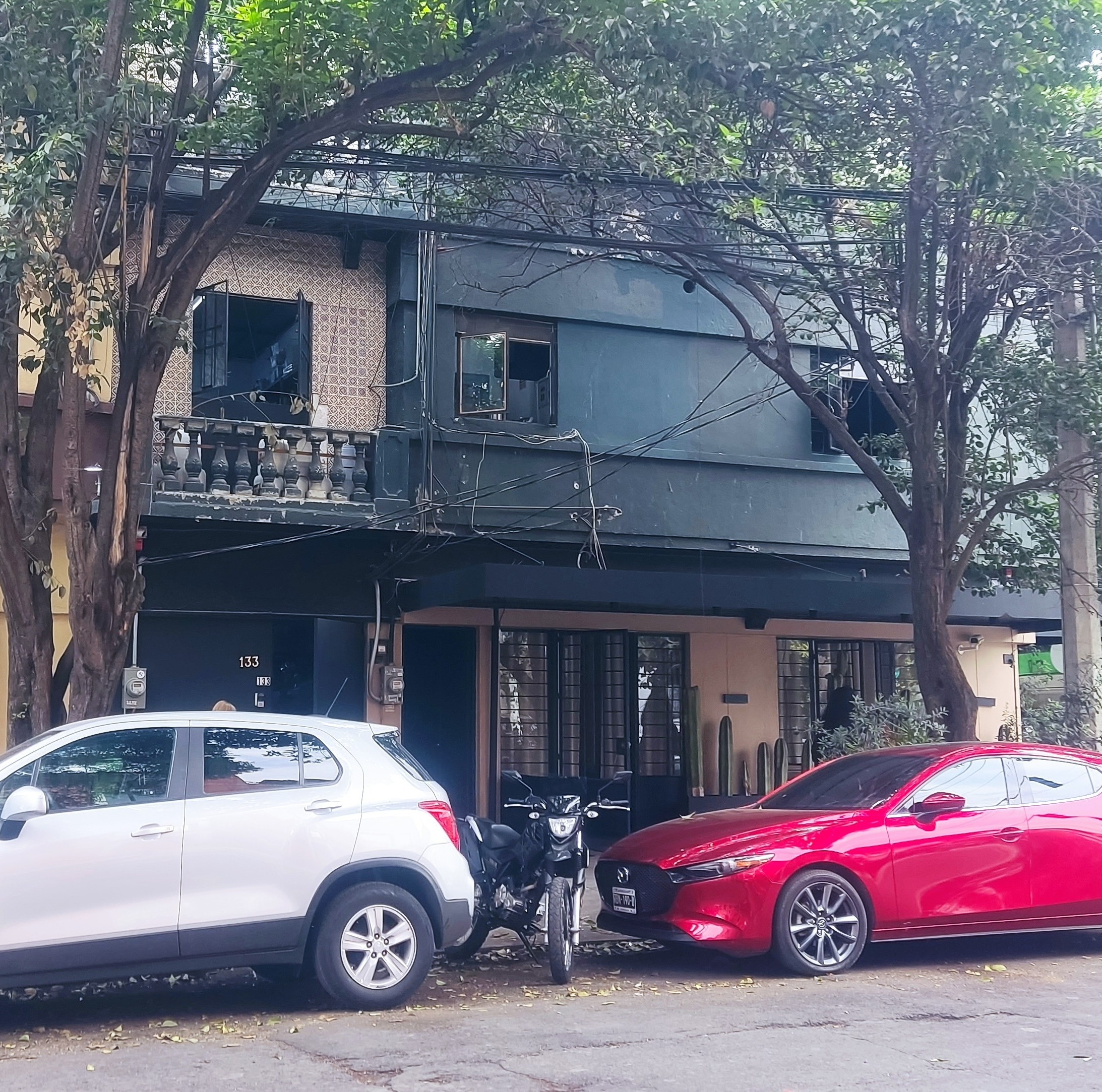
Exterior de Em (foto de 2025), que funciona en el edificio anteriormente ocupado por Máximo Bistrot.

Después de su segunda deportación, García se estableció en el municipio de Los Cabos, Baja California Sur, antes de mudarse a la Ciudad de México. Allí conoció a Enrique Olvera, quien lo contrató como jefe de cocina de Pujol al enterarse de su puesto anterior en el restaurante de Georgia. García trabajó en Pujol de 2007 a 2010, tiempo durante el cual conoció a su esposa, Gabriela López. En 2011, García consiguió un préstamo de su tío y abrió Máximo Bistrot. García y López abrieron el restaurante en noviembre de 2011 en la calle Tonalá de la Colonia Roma, en la delegación Cuauhtémoc con un equipo de cuatro empleados.
En una reseña de 2012 para Letras Libres, Alonso Ruvalcaba recopiló varias críticas contemporáneas que describían la comida de Máximo Bistrot como preparada con ingredientes mexicanos de alta calidad, de temporada y sencillos. Señaló que el menú cambiaba diariamente y comparó el enfoque del restaurante con el de una fonda o bistró, un tipo de restaurante modesto y asequible. Según los críticos citados, la decoración era sencilla y algo descuidada. Presentaba un piso de mosaico de cemento tricolor, muebles inspirados en el arquitecto Luis Barragán y una escultura del árbol de la vida en la que las velas sustituyeron a las tradicionales figuras bíblicas. Los muebles, incluyendo mesas, sillas y bancos, fueron elaborados con madera de mezquite y fabricados en Dolores Hidalgo, Guanajuato.
En julio de 2020, Máximo Bistrot se trasladó a un local más amplio en la misma colonia sobre la Avenida Álvaro Obregón, en un espacio anteriormente ocupado por un taller mecánico y un salón de billar. La nueva ubicación fue elegida en parte por su cocina, que coincidía con el tamaño del antiguo restaurante. Ofrecía instalaciones mejoradas, incluidas parrillas, un ahumador, estufas, hornos, una cámara frigorífica y extractores industriales, todo lo cual había estado ausente en la ubicación original. La mudanza estaba inicialmente prevista para marzo de 2020 pero se retrasó debido al inicio de la pandemia de COVID-19 en México. Para 2020, el restaurante también acortó su nombre a Máximo. En esa época ya contaba con 120 empleados aproximadamente.

### Incidente de la «Lady PROFECO»
El 27 de abril de 2013, Andrea Benítez, hija de Humberto Benítez Treviño, entonces titular de la Procuraduría Federal del Consumidor (PROFECO) de México, llegó sin reservas a Máximo Bistrot. Tras ser informada por López que tendría que esperar debido a una lista de reservaciones existentes, Benítez se molestó y supuestamente amenazó con cerrar el restaurante, una acción dentro de la autoridad de la PROFECO. López se negó a darle un trato especial y mantuvo la política de reservas del restaurante. Más tarde ese día, los inspectores de la PROFECO visitaron el restaurante y ordenaron su cierre, citando que el sistema de reservas era poco claro y la ausencia de cantidades de alcohol en el menú. Un vídeo del incidente circuló ampliamente en línea y fue percibido como un abuso de poder, lo que provocó protestas públicas y pedidos de renuncia de Treviño. Un hashtag bautizó a Benítez como «#LadyPROFECO» en redes sociales.
El 3 de mayo, la PROFECO retiró los sellos de suspensión, señalando que el cierre no había sido formalmente ejecutado por las autoridades y que el restaurante había permanecido cerrado por decisión de sus propietarios. Unas semanas después, el presidente Enrique Peña Nieto ordenó la destitución de Benítez Treviño, llevada a cabo por el secretario de Gobernación, Miguel Ángel Osorio Chong. Seis servidores públicos más fueron sancionados por su participación.

## Recepción
Scarlett Lindeman describió la comida como «refinada y de alta gama», aunque señaló que mantenía un enfoque de estilo bistró. Un crítico de Time Out le dio a Máximo Bistrot una calificación de cinco estrellas, elogiando su concepto de la granja a la mesa y calificando la comida de «sofisticada sin ser pretenciosa». Mariana Camacho de The Infatuation recomendó el menú degustación para quienes lo visitan por primera vez, mientras que Guillaume Guevara, de la misma publicación, sugirió maridarlo con vino. Según Lucille Renwick de Frommer's, García combina la habilidad culinaria con la creencia de que la comida excepcional debe seguir siendo accesible. Michael Parker Stainback escribió para Afar que los platos combinan métodos culinarios franceses con ingredientes mexicanos nativos de temporada y el enfoque hospitalario del país para compartir comidas.
En 2021, Máximo Bistrot recibió el premio Estrella Damm Chefs' Choice a la mejor reinvención de The World's 50 Best Restaurants. Máximo Bistrot recibió una estrella Michelin en 2025, lo que significa «cocina de alta calidad, que merece una parada» La guía añadió: «Si bien conserva la esencia de su pasado industrial, el magnífico espacio de este elegante restaurante de Roma Norte presume de ladrillo blanco, azulejos y techos altos. Es fresco y hermoso».